# Zespół Turcota
Zespół Turcota (ang. Turcot syndrome) – choroba, w której obok polipowatości rodzinnej występują złośliwe nowotwory ośrodkowego układu nerwowego, np. rdzeniak (medulloblastoma) czy glejak wielopostaciowy (glioblastoma multiforme) mózgu. Zespół został po raz pierwszy opisany w 1959 roku przez Jacques'a Turcota.
Udział czynników genetycznych w rozwoju choroby nie jest do końca poznany. Jedną z przyczyn jest prawdopodobnie mutacja w obrębie genu APC w locus 5q21-q22.